# Mimozyganthus carinatus
Mimozygantheae es una tribu de la subfamilia Mimosoideae que pertenece a la familia Fabaceae. Comprende un único género Mimozyganthus y una sola especie: Mimozyganthus carinatus, la cual fue transferida desde el género Mimosa. Es originaria de Argentina

## Descripción
Es un arbusto o pequeño árbol que se encuentra en Argentina, Paraguay y Bolivia en el Chaco seco a una altitud de hasta 1000 metros.

## Razones taxonómicas
El género se Mimozyganthus, es un género de transición entre Mimosoideae y Caesalpinioideae, especialmente debido a su estigma, sépalos imbricados y pétalos esencialmente valvados (la mitad superior de la corola tiene los pétalos siempre valvados, pero la mitad inferior presenta cierta superposición en los márgenes). Hubo una discusión para colocar este género y entre 1943 y 2003 cambió su taxonomía pero al final se restableció la tribu Mimozygantheae como monogenérica.
Luckow et al. (2003) no incluyó Mimozyganthus en su estudio molecular, pero con los nuevos datos recogidos por Luckow, Fortunato y col. (En prep.) se pueden esperar que la tribu Mimozygantheae se disuelva en un futuro.

## Taxonomía
Mimozyganthus carinatus  fue descrita por (Griseb.) Burkart y publicado en Darwiniana 3(3): 448. 1939.
Sinonimia
- Mimosa carinata Griseb.[3]